# Terror in Block 11
Terror in Block 11 (Originaltitel: Riot in Cell Block 11) ist ein in Schwarzweiß gedrehter US-amerikanischer Gefängnisfilm von Don Siegel aus dem Jahre 1954.

## Handlung
Der Film beginnt mit einer kurzen Reportage über Revolten in US-amerikanischen Gefängnissen. In einer Pressekonferenz erläutert Richard A. McGee, Sprecher der American Prison Association, ein Grund für die Aufstände sei die Vernachlässigung der Haftanstalten seitens der Öffentlichkeit und der Verantwortlichen in der Politik. Solange sich dies nicht ändere, halte er zukünftige Aufstände für wahrscheinlich.
In einem namentlich nicht näher bezeichneten Gefängnis nehmen die Insassen des „Strafblock“ (Original: „punishment block“) genannten Blocks 11 vier Wärter als Geiseln. Der wegen Raubüberfalls verurteilte James V. Dunn und der gewalttätige „Crazy“ Mike Carnie übernehmen das Kommando. Dunn, der Sprecher der Insassen, verlangt von dem reformwilligen Gefängnisdirektor Reynolds, in Gegenwart der Presse eine Erklärung abgeben zu können. Der Gouverneur, der Verhandlungen mit den Aufständischen ablehnt, schickt als Stellvertreter Commissioner Haskell. Während der ersten Pressekonferenz, die Dunn nutzt, um auf die in seinen Augen unzumutbaren Haftbedingungen aufmerksam zu machen, verletzt Crazy Mike Haskell mit einem Messer.
Am nächsten Tag schließen sich die Insassen aus anderen Blocks den Aufständischen an, doch die Revolte wird von einer Gesandtschaft der Staatspolizei niedergeschlagen. Dabei kommt ein Häftling ums Leben. Bei einem weiteren Pressetermin verliest Dunn seine Forderungen: So verlangt er unter anderem die Trennung von normalen Insassen und kriminellen Geisteskranken, ein Arbeitsprogramm für Strafgefangene und Amnestie für alle am Aufstand Beteiligten. Die entsprechende Erklärung soll von ihm, Reynolds und dem Gouverneur unterzeichnet werden. 
Später kommt es zu Auseinandersetzungen in den Reihen der Insassen von Block 11, bei denen Dunn verletzt wird. Es bilden sich zwei Gruppen um Crazy Mike und den überlegt handelnden „Colonel“, dessen Anhänger aber in der Minderheit sind. Als von Staatsseite Vorbereitungen für eine Sprengung der Außenwand getroffen werden, damit die Ordnungskräfte eindringen und die Revolte beenden können, ketten die Aufständischen ihre Geiseln und den Colonel an der für die Sprengung vorgesehenen Stelle an. Schließlich unterzeichnet der Gouverneur Dunns Erklärung. Die Geiseln kommen frei, der Aufstand ist beendet.
Zwei Wochen später wird Dunn in Reynolds Büro gerufen. Dort erfährt er, dass die Amnestie der Aufständischen gerichtlich für ungültig erklärt wurde. Dunn drohen bis zu 30 Jahre Haft, Reynolds selbst wurde von Haskell zum Rücktritt aufgefordert. Der positive Aspekt, so Reynolds, sei die durch den Aufstand gewonnene Aufmerksamkeit der Presse und der Öffentlichkeit und die Aussicht, lange überfällige Verbesserungen der Haftbedingungen durchsetzen zu können. Dunn kehrt niedergeschlagen in seinen Block zurück.

## Hintergrund
Terror in Block 11 wurde von dem auf Billigproduktionen spezialisierten Studio Allied Artists, das aus dem Studio Monogram Pictures hervorgegangen war, produziert. Auslöser für das Projekt waren die Zustände in dem Gefängnis, in dem Produzent Walter Wanger 1952 eine viermonatige Haftstrafe verbüßt hatte. Terror in Block 11 entstand mit einem Budget von 225.000 US-Dollar und wurde teilweise in einem leer stehenden Gebäude in Folsom Prison gedreht. Der Film war die erste von mehreren Produktionen, in denen Sam Peckinpah als Dialogregisseur für Don Siegel fungierte.
Terror in Block 11 startete im Februar/März 1954 in den USA und am 22. März 1955 in der BRD.

## Kritik
„Eine präzise inszenierte und gespielte dramatische Reportage, die sich trotz aller reißerischen Momente glaubwürdig und eindrücklich für soziale Reformen im damaligen Zuchthauswesen engagiert.“

## Auszeichnungen
1955 wurden Terror in Block 11 als Bester Film und Neville Brand als Bester ausländischer Darsteller für den British Film Academy Award nominiert. Don Siegel wurde für den Directors Guild of America Award für die beste Spielfilmregie nominiert. Keiner der Nominierten erhielt einen der Preise.